# チップス先生さようなら (2002年の映画)
『チップス先生さようなら』（Goodbye, Mr. Chips）は、2002年のイギリスのドラマテレビ映画。マーティン・クルーンズ、ヴィクトリア・ハミルトン、コンリース・ヒル出演。ジェームズ・ヒルトンによる同名小説が原作である。1939年の映画、1969年の映画、1984年のミニシリーズに次ぐ小説の4度目の映像化作品である。
日本では2004年にNHK-BS2で放送された。

## キャスト
| 役名                     | 俳優                         | 日本語吹替 |
| ------------------------ | ---------------------------- | ---------- |
| チッピング先生           | マーティン・クルーンズ       | 西岡徳馬   |
| キャシー                 | ヴィクトリア・ハミルトン     | 渡辺美佐   |
| マックス・シュテイフェル | コンリース・ヒル             | 森田順平   |
| ウェザビー               | ジョン・ウッド               | 稲垣隆史   |
| ロールストン             | パトリック・マラハイド       | 土師孝也   |
| バーンリー               | デヴィッド・ホロヴィッチ     | 田村勝彦   |
| メトカーフ               | クリストファー・フルフォード | 山本龍二   |
| ジョン・リヴァース卿     | ジョン・ハーディング         | 江原正士   |
| 若いリヴァース           | ハリー・ロイド               |            |
| コーリー                 | ヘンリー・カヴィル           |            |

- 日本語吹替：初回放送2004年12月16日 NHK-BS2版

## スタッフ
- 監督：スチュアート・オーム
- 脚本：フランク・デラニー（英語版）、ブライアン・フィンチ
- 原作：ジェームズ・ヒルトン 『チップス先生さようなら』
- 製作：マーガレット・ミッチェル
- 製作総指揮：ジュディ・クーニヤン、クマリ・サルガド
- 撮影監督：マーティン・フューラー
- プロダクションデザイナー：キャロライン・エイミーズ
- 編集：ジェイミー・マッコーン
- 衣裳デザイン：レス・ランズダウン
- 音楽：コリン・タウンズ